# Pimelodus coprophagus
Pimelodus coprophagus es una especie de peces de la familia Pimelodidae en el orden de los Siluriformes. Este bagrecito crece hasta los 25 cm de longitud aproximadamente. Se distingue fácilmente por su patrón característico de coloración. La superficie del cuerpo amarillo pálido con manchas oscuras pequeñas que se extienden desde el dorso hasta debajo de la línea lateral
1. ↑  Mojica, José Ivan; Castellanos, Claudia; Usma, José Saulo; Álvarez, Ricardo (2002). «Especies Amenzadas».  En Instituto de Ciencias Naturales, Instituto Humboldt y Ministerio del Medio Ambiente, ed. Libro rojo de peces dulceacuícolas de Colombia. Instituto Humboldt: Panamericana Formas e Impresos S.A. p. 171-172. ISBN 958-701-185-6.

## Morfología
• Los machos pueden llegar alcanzar los 25 cm de longitud total.

## Distribución geográfica
Se encuentran en Sudamérica: cuenca del lago Maracaibo.